# Cuộc vây hãm Myawaddy

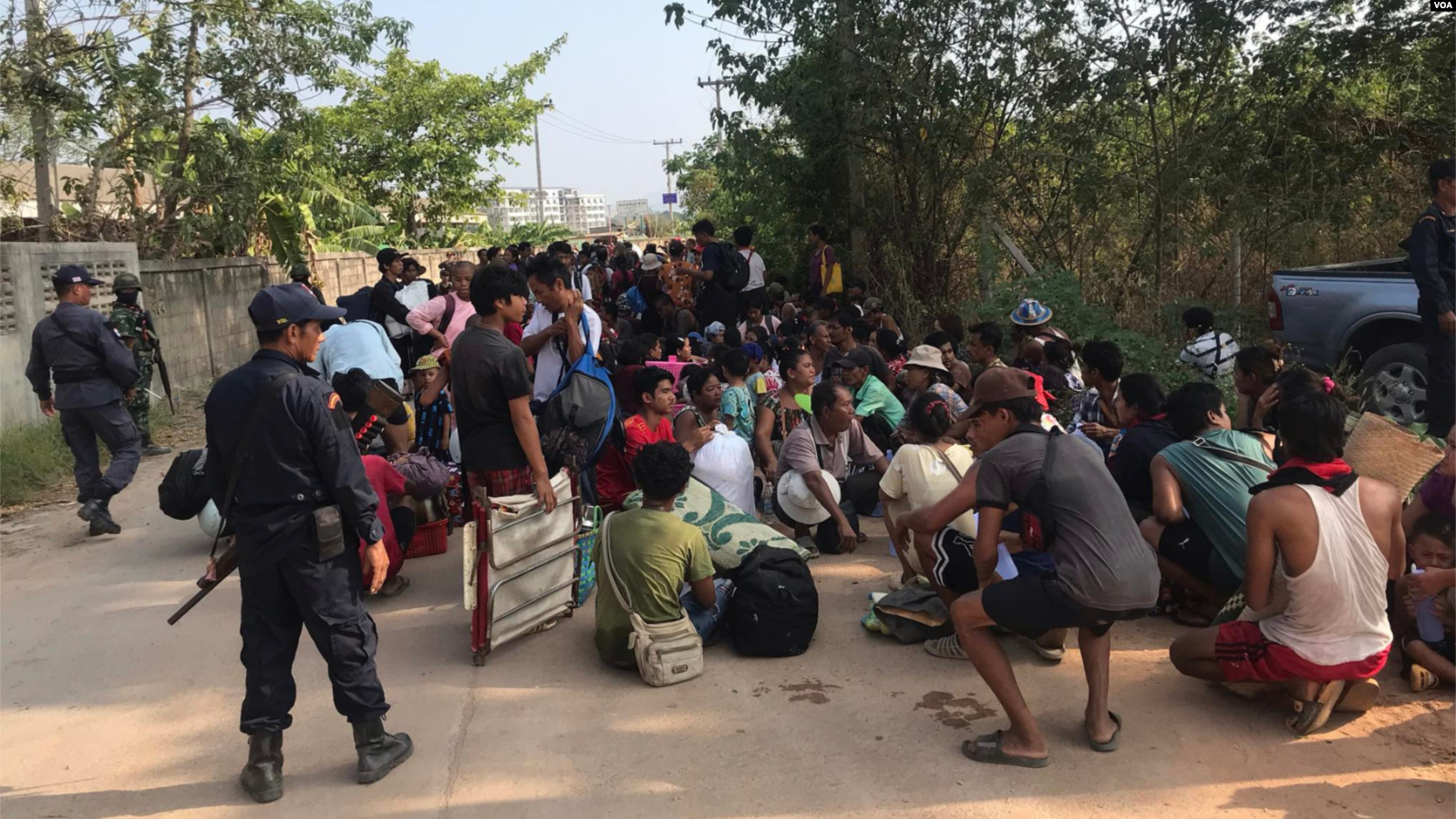
Dân thường chạy loạn qua biên giới Thái Lan

Cuộc vây hãm Myawaddy (Siege of Myawaddy) là một cuộc giao tranh quân sự quan trọng diễn ra vào đầu năm 2024, trong bối cảnh cuộc xung đột đang diễn ra ở Myanmar. Cuộc bao vây diễn ra tại thị trấn Myawaddy, nằm trên biên giới phía đông của Myanmar giáp với Thái Lan. Cuộc giao tranh kết thúc với kết cục thắng lợi dành cho phe nổi dậy, họ đã bao vây và chiếm được thị trấn này vào ngày 24 tháng 4 năm 2024. Thị trấn Myawaddy đóng vai trò là thị trấn biên giới quan trọng cho hoạt động thương mại đường bộ giữa Myanmar và Thái Lan. Chính quyền quân sự nắm quyền ở Myanmar vào năm 2021, đã phải đối mặt với các cuộc tấn công ngày càng gia tăng của phiến quân Karen, được các phe phái chống đảo chính khác hỗ trợ. Đặc biệt, Liên minh Quốc gia Karen (KNU) đã tham gia vào cuộc đấu tranh giành quyền tự trị kể từ khi Myanmar giành độc lập vào năm 1948. Kể từ tháng 12 năm 2023, lực lượng Karen đã nhắm mục tiêu vào lực lượng quân đội ở Kawkareik cũng như tuyến đường Hpa-An–Myawaddy, một phần của Đường cao tốc AH1. 

## Diễn biến
Cuộc bao vây bắt đầu bằng nhiều tuần tấn công liên tục của phiến quân người Karen vào các vị trí quân sự trong và xung quanh Myawaddy. Sau một cuộc vây hãm kéo dài và nhiều ngày đàm phán, vào ngày 5 tháng 4 năm 2024, hơn 600 binh lính chính quyền đóng tại Myawaddy đã đồng ý đầu hàng KNU và rút lui qua biên giới đến Mae Sot chỉ còn lại Tiểu đoàn Bộ binh Nhẹ 275 (LIB), đóng gần lối vào phía tây của thị trấn, để bảo vệ thị trấn. Vào ngày 7 tháng 4 năm 2024, các quan chức chính quyền quân sự đã chạy trốn sang Thái Lan Chính quyền quân sự yêu cầu Thái Lan cho một chuyến bay quân sự từ Mae Sot để sơ tán một số quan chức và những người khác đang chờ tị nạn ở biên giới. Khoảng 200 binh lính Myanmar rút về cây cầu nối thị trấn biên giới Myawaddy với Thái Lan, sau đợt tấn công kéo dài nhiều ngày của lực lượng nổi dậy, phát ngôn viên Zaw Min Tun của chính quyền quân sự Myanmar xác nhận lực lượng này đã rút quân khỏi thành phố trọng điểm gần biên giới Thái Lan.
Đụng độ giữa các nhóm vũ trang nổi dậy và quân đội Myanmar đã tái bùng phát gần một khu vực thương mại quan trọng sát biên giới Thái Lan sau một tuần im ắng. Các cuộc giao tranh dữ dội nổ ra quanh vùng trung tâm giao thương Myawaddy ở miền đông Myanmar khi quân đội chính phủ buộc phải rút khỏi các vị trí trong thị trấn. Tình hình trở nên im ắng trong tuần qua cho đến khi tái bùng phát trong ngày 19 tháng 4 năm 2024. Một nhóm nổi dậy ở Myanmar đã đẩy lùi nỗ lực của quân chính phủ nhằm giành lại thị trấn Myawaddy giáp biên giới Thái Lan, nơi phe nổi dậy giành quyền kiểm soát. Lực lượng tiếp viện của chính quyền quân sự cố gắng tiến vào Myawaddy nhưng đã bị đẩy lùi trong trận chiến cách đó 40km, khoảng 100 binh lính của chính quyền quân sự thiệt mạng hoặc bị thương trong đợt giao tranh. Một dòng người Myanmar xếp hàng ở biên giới Thái Lan, sau khi thị trấn Myawaddy thất thủ vì đợt tấn công của phe nổi dậy. Việc để mất thị trấn biên giới này sẽ khiến chính quyền quân sự mất nguồn thu nhập quan trọng từ thương mại biên giới, khi nền kinh tế Myanmar vốn đã chật vật. Việc lực lượng của chính quyền rút lui ở Myawaddy báo hiệu nguy cơ chính quyền quân sự sẽ chịu thêm một thất bại nữa ở tiền đồn biên giới quan trọng, nơi có tuyến cao tốc chạy thẳng về trung tâm Myanmar.